# Municipio de Neal
El municipio de Neal (en inglés: Neal Township) es un municipio ubicado en el condado de Misisipi en el estado estadounidense de Arkansas. En el año 2010 tenía una población de 2566 habitantes y una densidad poblacional de 16,96 personas por km².

## Geografía
El municipio de Neal se encuentra ubicado en las coordenadas 35°56′57″N 90°13′4″O / 35.94917, -90.21778. Según la Oficina del Censo de los Estados Unidos, el municipio tiene una superficie total de 151.29 km², de la cual 150,97 km² corresponden a tierra firme y (0,21 %) 0,31 km² es agua.

## Demografía
Según el censo de 2010, había 2566 personas residiendo en el municipio de Neal. La densidad de población era de 16,96 hab./km². De los 2566 habitantes, el municipio de Neal estaba compuesto por el 89,13 % blancos, el 0,66 % eran afroamericanos, el 0,39 % eran amerindios, el 0,12 % eran asiáticos, el 8,11 % eran de otras razas y el 1,6 % eran de una mezcla de razas. Del total de la población el 11,61 % eran hispanos o latinos de cualquier raza.